# Championnat du Danemark de football américain
Le Championnat du Danemark de football américain est une compétition réunissant l'élite des clubs danois de football américain depuis 1988. 
La saison se tient de la mi-avril à la mi-octobre et comporte une phase classique, un tour de wild-card, des demi-finales et une finale dénommée le Mermaid Bowl.  Cette dénomination fait référence au symbole du Danemark et de Copenhague : La Petite Sirène. 
La toute première finale de 1988 ne portait pas encore cette dénomination et n'est donc pas numériquement référencée.

## Clubs de la saison 2019
La première division se compose de 7 équipes pour la saison 2019.
- 89ers d'Aalborg
- Tigers d'Aarhus
- Towers de Copenhagen
- Oaks de Frederikssund
- Gold Digers de Sollerod
- Triangle Razorbacks
- Badgers d'Odense (montant)

Les Tomahawks de Copenhagen ont été relégués au terme de la saison 2018.

## Palmarès
| Saison | No                                                   | Champion                                             | Score                                                | Finaliste                                            |
| ------ | ---------------------------------------------------- | ---------------------------------------------------- | ---------------------------------------------------- | ---------------------------------------------------- |
| 1988   | --                                                   | Copenhagen Vikings                                   | 33 – 06                                              | Odense Swans                                         |
| 1989   | I                                                    | Copenhagen Vikings                                   | 17 – 13                                              | Odense Swans                                         |
| 1990   | II                                                   | Herning Hawks                                        | 20 – 14                                              | Odense Swans                                         |
| 1991   | III                                                  | Aarhus Tigers                                        | 27 – 0                                               | Odense Swans                                         |
| 1992   | IV                                                   | Copenhagen Towers                                    | 78 – 50                                              | Herning Hawks                                        |
| 1993   | V                                                    | Copenhagen Towers                                    | 48 – 33                                              | Odense Swans                                         |
| 1994   | VI                                                   | Copenhagen Towers                                    | 46 – 07                                              | Herning Hawks                                        |
| 1995   | VII                                                  | Copenhagen Towers                                    | 35 – 20                                              | Aarhus Tigers                                        |
| 1996   | VIII                                                 | Roskilde Kings                                       | 62 – 48                                              | Copenhagen Towers                                    |
| 1997   | IX                                                   | Roskilde Kings                                       | 56 – 37                                              | Kronborg Knights                                     |
| 1998   | X                                                    | Aarhus Tigers                                        | 48 – 20                                              | Kronborg Knights                                     |
| 1999   | XI                                                   | Aarhus Tigers                                        | 28 – 0                                               | Kronborg Knights                                     |
| 2000   | XII                                                  | Aarhus Tigers                                        | 49 – 06                                              | Roskilde Kings                                       |
| 2001   | XIII                                                 | Roskilde Kings                                       | 17 – 10                                              | Greve Monarchs                                       |
| 2002   | XIV                                                  | Avedøre Monarchs                                     | 27 – 25                                              | Roskilde Kings                                       |
| 2003   | XV                                                   | Avedøre Monarchs                                     | 28 – 14                                              | Roskilde Kings                                       |
| 2004   | XVI                                                  | Avedøre Monarchs                                     | 41 – 12                                              | Herning Hawks                                        |
| 2005   | XVII                                                 | Roskilde Kings                                       | 23 – 13                                              | Kronborg Knights                                     |
| 2006   | XVIII                                                | Triangle Razorbacks                                  | 21 – 16                                              | Kronborg Knights                                     |
| 2007   | XIX                                                  | Triangle Razorbacks                                  | 32 – 20                                              | Avedøre Monarchs                                     |
| 2008   | XX                                                   | Triangle Razorbacks                                  | 55 – 24                                              | Søllerød Gold Diggers                                |
| 2009   | XXI                                                  | Søllerød Gold Diggers                                | 10 – 0                                               | Triangle Razorbacks                                  |
| 2010   | XXII                                                 | Søllerød Gold Diggers                                | 13 – 0                                               | Triangle Razorbacks                                  |
| 2011   | XXIII                                                | Triangle Razorbacks                                  | 35 – 31                                              | Søllerød Gold Diggers                                |
| 2012   | XXIV                                                 | Triangle Razorbacks                                  | 34 – 29                                              | Søllerød Gold Diggers                                |
| 2013   | XXV                                                  | Copenhagen Towers                                    | 28 – 21                                              | Triangle Razorbacks                                  |
| 2014   | XXVI                                                 | Copenhagen Towers                                    | 26 – 03                                              | Aarhus Tigers                                        |
| 2015   | XXVII                                                | Triangle Razorbacks                                  | 21 – 17                                              | Søllerød Gold Diggers                                |
| 2016   | XXVIII                                               | Triangle Razorbacks                                  | 22 – 18                                              | Copenhagen Towers                                    |
| 2017   | XXIX                                                 | Copenhagen Towers                                    | 20 – 17                                              | Søllerød Gold Diggers                                |
| 2018   | XXX                                                  | Copenhagen Towers                                    | 23 – 22                                              | Triangle Razorbacks                                  |
| 2019   | XXXI                                                 | Triangle Razorbacks                                  | 20 – 14                                              | Copenhagen Towers                                    |
| 2020   | Saison annulée à la suite de la pandémie de Covid-19 | Saison annulée à la suite de la pandémie de Covid-19 | Saison annulée à la suite de la pandémie de Covid-19 | Saison annulée à la suite de la pandémie de Covid-19 |
| 2021   | XXXII                                                | Copenhagen Towers                                    | 24 – 7                                               | Søllerød Gold Diggers                                |
| 2022   | XXXIII                                               | Copenhagen Towers                                    | 32 – 17                                              | Søllerød Gold Diggers                                |
| 2023   | XXXIV                                                | Copenhagen Towers                                    | 50 – 36                                              | Søllerød Gold Diggers                                |
| 2024   | XXXV                                                 | Copenhagen Towers                                    | 33 – 14                                              | Aalborg 89ers                                        |

## DAFF Hall of Fame
Le Hall of Fame danois de football américain a été inauguré par la Fédération Danoise de football américain le 5 février 2006 soit le jour du Super Bowl XL.

### Joueurs
- Morten Andersen (intronisé en 2006) - Premier danois à jouer en NFL. Ancien kicker des Saints de La Nouvelle-Orléans , des Falcons d'Atlanta, des Giants de New York, des Chiefs de Kansas City et des Vikings du Minnesota.
- Michael Boed (2006) - Quarterback, Receveur et Kicker des Vikings de Copenhague Vikings et des Towers de Copenhague.
- Morten Hertz (2008) - Joueur des Odense Swans, des Aarhus Tigers, des Copenhagen Towers et des Kronborg Knights
- Robert Nederby (2006) - Receveur, quarterback, running back, linebacker et cornerback des Herning Hawks et des Aarhus Tigers
- Alexander Littau (2009) - Safety et cornerback des Aarhus Tigers et des Odense Swans
- Peter Overlade (2008)- Joueur des Roskilde Kings
- Allan Pedersen (2006) - Joueur de ligne des Victoria Dolphins (Canada), des Odense Swans, des Kronborg Knights, des Copenhagen Towers et des Hvidovre Blackfoots
- Jens Bo Poulsen (2006) - Receveur et running back des Copenhagen Vikings et des Copenhagen Towers
- Michael Weien (2007) - Linebacker/running back des Odense Swans, des Aarhus Tigers et des Viby Troopers

### Entraîneurs
- Ron Da Costa (intronisé en 2006) ayant entraîné les Copenhagen Vikings, Roskilde Kings, Kronborg Knights, Herlev Rebels et Vestegnen Volunteers.
- John Lawson (2007) ayant entraîné les Roskilde Kings, Aarhus Tigers et les Herning Hawks. Il a dirigé cinq Mermaid Bowls consécutifs et y présente un bilan de 5 victoires pour 1 défaite
- John Martinko (2006) ayant entraîné les Copenhagen Towers.

### Contributeurs
- Jimmy Bøjgaard (Intronisé en 2007) - Commentateur des actions de jeu pendant sept ans en compagnie de Claus Elming sur la chaîne télévisée Zulu ;
- Claus Elming (2006) - Commentateur des matchs de NFL sur la chaîne télévisée danoise TV2 Zulu. Également entraîneur des Avedøre Monarchs, joueur Wide receiver pour les Herning Hawks et pour les Aarhus Tigers et fondateur des Aarhus Tigers ;
- Torben Elming (2006) - Président de la Fédération danoise de football américain ;
- Menno Hilverdink (2006) - Fondateur et joueur des Copenhagen Vikings ;
- Agnar Nielsen (2006) - Membre exécutif de la Fédération danoise de football américain ;
- Tommy Terp (2006) - Membre exécutif du club des Esbjerg Hurricanes